# Mesanthura kiliani
Mesanthura kiliani là một loài chân đều trong họ Anthuridae. Loài này được Müller miêu tả khoa học năm 1993.